# Plaintel
 Plaintel  (en bretón Pleneventer) es una población y comuna francesa, situada en la región de Bretaña, departamento de Côtes-d'Armor, en el distrito de Saint-Brieuc y cantón de Plœuc-sur-Lie.

## Demografía
| 2194 | 2322 | 2885 | 3436 | 3557 | 3471 |
| Para los censos de 1962 a 1999 la población legal corresponde a la población sin duplicidades (Fuente: INSEE [Consultar]) |      |      |      |      |      |